# Myllyjärvi (Nedertorneå socken, Norrbotten, 732261-185789)
Myllyjärvi är en sjö i Haparanda kommun i Norrbotten och ingår i Keräsjoki-Sangisälvens kustområde. Sjön har en area på 0,0851 kvadratkilometer och ligger 7 meter över havet.

## Delavrinningsområde
Myllyjärvi ingår i det delavrinningsområde (732409-185687) som SMHI kallar för Rinner mot Seskaröfjärden. Medelhöjden är 14 meter över havet och ytan är 19,33 kvadratkilometer. Det finns inga avrinningsområden uppströms utan avrinningsområdet är högsta punkten. Avrinningsområdets utflöde mynnar i havet, utan att ha någon enskild mynningsplats. Avrinningsområdet består mestadels av skog (87 procent). Avrinningsområdet har 0,08 kvadratkilometer vattenytor vilket ger det en sjöprocent på 0,4 procent.